# Rhaphuma signata
Rhaphuma signata är en skalbaggsart som först beskrevs av Charles Joseph Gahan 1907.  Rhaphuma signata ingår i släktet Rhaphuma och familjen långhorningar. Inga underarter finns listade i Catalogue of Life.